# Bob-Weltcup 2024/25
Der Bob-Weltcup 2024/25 ist die von der International Bobsleigh & Skeleton Federation (IBSF) organisierte höchste Wettkampfserie im Bobsport. Er begann am 1. Dezember 2024 in Altenberg und endete planmäßig am 16. Februar 2025 in Lillehammer enden. Am ersten der beiden Wettkampfwochenenden in Lillehammer fanden gleichzeitig die Bob- und Skeleton-Europameisterschaften statt. 
Wie in den Vorjahren wurden im Rahmen des Weltcups Wettbewerbe im Monobob (Frauen), Zweierbob (Frauen und Männer) sowie Viererbob (Männer) ausgetragen.
In dieser Saison fanden die Rennen des Skeleton-Weltcups nur teilweise am gleichen Ort statt. Während die Skeletonis ihren Saisonstart auf den Bahnen in China und Südkorea absolvierten, konzentrierten sich die Austragungsorte der gewerteten Rennen im Bobsport ausschließlich auf Europa.
Höhepunkt der Weltcupsaison waren die Weltmeisterschaften vom 1. bis 16. März 2025 in Lake Placid, deren Ergebnisse jedoch nicht in die Weltcup-Wertung einflossen.

## Wettkampfkalender
| #    | Datum                            | Land               | Ort            | Wettkampfstätte                       | Frauen | Frauen | Männer | Männer |
| #    | Datum                            | Land               | Ort            | Wettkampfstätte                       | 1er    | 2er    | 2er    | 4er    |
| ---- | -------------------------------- | ------------------ | -------------- | ------------------------------------- | ------ | ------ | ------ | ------ |
| 1    | 1.–8. Dezember 2024              | Deutschland        | Altenberg      | Rennschlitten- und Bobbahn Altenberg  | ●      | ●      | ●      | ●      |
| 2    | 9.–15. Dezember 2024             | Lettland           | Sigulda        | Bob- und Rennschlittenbahn Sigulda    | ●      | ●      | ●●     |        |
| 3    | 29. Dezember 2024–5. Januar 2025 | Deutschland        | Winterberg     | Veltins-Eisarena                      | ●      | ●      | ●      | ●      |
| 4    | 5.–12. Januar 2025               | Schweiz            | St. Moritz     | Olympia Bob Run St. Moritz–Celerina   | ●      | ●      | ●      | ●      |
| 5    | 14.–19. Januar 2025              | Österreich         | Innsbruck-Igls | Olympia Eiskanal Igls                 | ●      | ●      | ●      | ●      |
| 6    | 21.–26. Januar 2025              | Schweiz            | St. Moritz     | Olympia Bob Run St. Moritz–Celerina   | ●      | ●      |        | ●●     |
| 7/EM | 2.–9. Februar 2025               | Norwegen           | Lillehammer    | Lillehammer Olympiske Bob- og Akebane | ●      | ●      | ●      | ●      |
| 8    | 10.–16. Februar 2025             | Norwegen           | Lillehammer    | Lillehammer Olympiske Bob- og Akebane | ●      | ●      | ●      | ●      |
| WM   | 1.–16. März 2025                 | Vereinigte Staaten | Lake Placid    | Olympia-Bobbahn Mount Van Hoevenberg  | ●      | ●      | ●      | ●      |

## Ergebnisse
| Weltcup in Altenberg, 7./8. Dezember 2024 | Weltcup in Altenberg, 7./8. Dezember 2024                                      | Weltcup in Altenberg, 7./8. Dezember 2024                                  | Weltcup in Altenberg, 7./8. Dezember 2024 |
| ----------------------------------------- | ------------------------------------------------------------------------------ | -------------------------------------------------------------------------- | ----------------------------------------- |
| Disziplin                                 | Erster Platz                                                                   | Zweiter Platz                                                              | Dritter Platz                             |
| Frauen-Monobob                            | Laura Nolte                                                                    | Lisa Buckwitz                                                              | Andreea Grecu                             |
| Frauen-Zweier                             | DeutschlandLaura Nolte Deborah Levi                                            | DeutschlandLisa Buckwitz Neele Schuten                                     | DeutschlandKim Kalicki Lauryn Siebert     |
| Männer-Zweier                             | DeutschlandFrancesco Friedrich Simon Wulff                                     | DeutschlandJohannes Lochner Georg Fleischhauer                             | DeutschlandAdam Ammour Issam Ammour       |
| Männer-Vierer                             | DeutschlandFrancesco Friedrich Matthias Sommer Alexander Schüller Felix Straub | ÖsterreichMarkus Treichl Markus Sammer Sascha Stepan Kristian Huber        |                                           |
| Männer-Vierer                             | DeutschlandFrancesco Friedrich Matthias Sommer Alexander Schüller Felix Straub | DeutschlandJohannes Lochner Georg Fleischhauer Erec Bruckert Joshua Tasche |                                           |

| Weltcup in Sigulda, 14./15. Dezember 2024 | Weltcup in Sigulda, 14./15. Dezember 2024  | Weltcup in Sigulda, 14./15. Dezember 2024      | Weltcup in Sigulda, 14./15. Dezember 2024         |
| ----------------------------------------- | ------------------------------------------ | ---------------------------------------------- | ------------------------------------------------- |
| Disziplin                                 | Erster Platz                               | Zweiter Platz                                  | Dritter Platz                                     |
| Frauen-Monobob                            | Lisa Buckwitz                              | Laura Nolte                                    | Breeana Walker                                    |
| Frauen-Zweier                             | DeutschlandLaura Nolte Leonie Kluwig       | DeutschlandKim Kalicki Neele Schuten           | Vereinigte StaatenKaysha Love Jasmine Jones       |
| Männer-Zweier (1. Wettkampf)              | DeutschlandFrancesco Friedrich Simon Wulff | DeutschlandJohannes Lochner Georg Fleischhauer | ÖsterreichMarkus Treichl Sascha Stepan            |
| Männer-Zweier (2. Wettkampf)              | DeutschlandJohannes Lochner Jörn Wenzel    | GroßbritannienBrad Hall Taylor Lawrence        | DeutschlandFrancesco Friedrich Alexander Schüller |

| Weltcup in Winterberg, 4./5. Januar 2025 | Weltcup in Winterberg, 4./5. Januar 2025                            | Weltcup in Winterberg, 4./5. Januar 2025                                | Weltcup in Winterberg, 4./5. Januar 2025                         |
| ---------------------------------------- | ------------------------------------------------------------------- | ----------------------------------------------------------------------- | ---------------------------------------------------------------- |
| Disziplin                                | Erster Platz                                                        | Zweiter Platz                                                           | Dritter Platz                                                    |
| Frauen-Monobob                           | Lisa Buckwitz                                                       | Melanie Hasler                                                          | Breeana Walker                                                   |
| Frauen-Zweier                            | DeutschlandLisa Buckwitz Kira Lipperheide                           | DeutschlandLaura Nolte Deborah Levi                                     | DeutschlandKim Kalicki Leonie Fiebig                             |
| Männer-Zweier                            | DeutschlandFrancesco Friedrich Alexander Schüller                   | DeutschlandAdam Ammour Benedikt Hertel                                  | DeutschlandJohannes Lochner Joshua Tasche                        |
| Männer-Vierer                            | GroßbritannienBrad Hall Taylor Lawrence Arran Gulliver Greg Cackett | DeutschlandFrancesco Friedrich Simon Wulff Matthias Sommer Felix Straub | DeutschlandAdam Ammour Theo Hempel Benedikt Hertel Rupert Schenk |

| Weltcup in St. Moritz, 11./12. Januar 2025 | Weltcup in St. Moritz, 11./12. Januar 2025                                                                                 | Weltcup in St. Moritz, 11./12. Januar 2025                                                                                 | Weltcup in St. Moritz, 11./12. Januar 2025                                                                                 |
| ------------------------------------------ | --- | --- | --- |
| Disziplin                                  | Erster Platz | Zweiter Platz | Dritter Platz |
| Frauen-Monobob                             | Aufgrund warmer Wetterbedingungen am Trainingstag wurde das Rennen abgesagt und am 24. Januar an selber Stelle nachgeholt. | Aufgrund warmer Wetterbedingungen am Trainingstag wurde das Rennen abgesagt und am 24. Januar an selber Stelle nachgeholt. | Aufgrund warmer Wetterbedingungen am Trainingstag wurde das Rennen abgesagt und am 24. Januar an selber Stelle nachgeholt. |
| Frauen-Zweier                              | DeutschlandKim Kalicki Leonie Fiebig                                                                                       | DeutschlandLaura Nolte Deborah Levi                                                                                        | DeutschlandLisa Buckwitz Neele Schuten                                                                                     |
| Männer-Zweier                              | DeutschlandJohannes Lochner Georg Fleischhauer                                                                             | | DeutschlandAdam Ammour Benedikt Hertel                                                                                     |
| Männer-Zweier                              | DeutschlandFrancesco Friedrich Alexander Schüller                                                                          | | DeutschlandAdam Ammour Benedikt Hertel                                                                                     |
| Männer-Vierer                              | DeutschlandFrancesco Friedrich Matthias Sommer Alexander Schüller Felix Straub                                             | DeutschlandJohannes Lochner Georg Fleischhauer Erec Bruckert Florian Bauer                                                 | GroßbritannienBrad Hall Taylor Lawrence Leon Greenwood Greg Cackett                                                        |

| Weltcup in Innsbruck, 18./19. Januar 2025 | Weltcup in Innsbruck, 18./19. Januar 2025                                      | Weltcup in Innsbruck, 18./19. Januar 2025                             | Weltcup in Innsbruck, 18./19. Januar 2025                                  |
| ----------------------------------------- | ------------------------------------------------------------------------------ | --------------------------------------------------------------------- | -------------------------------------------------------------------------- |
| Disziplin                                 | Erster Platz                                                                   | Zweiter Platz                                                         | Dritter Platz                                                              |
| Frauen-Monobob                            | Lisa Buckwitz                                                                  | Kaysha Love                                                           | Laura Nolte                                                                |
| Frauen-Zweier                             | DeutschlandLaura Nolte Deborah Levi                                            | DeutschlandKim Kalicki Leonie Fiebig                                  | DeutschlandLisa Buckwitz Neele Schuten                                     |
| Männer-Zweier                             | DeutschlandJohannes Lochner Georg Fleischhauer                                 | DeutschlandFrancesco Friedrich Alexander Schüller                     | DeutschlandAdam Ammour Nick Stadelmann                                     |
| Männer-Vierer                             | DeutschlandFrancesco Friedrich Matthias Sommer Alexander Schüller Felix Straub | GroßbritannienBrad Hall Taylor Lawrence Leon Greenwood Arran Gulliver | DeutschlandJohannes Lochner Georg Fleischhauer Joshua Tasche Florian Bauer |

| Weltcup in St. Moritz, 24.–26. Januar 2025                  | Weltcup in St. Moritz, 24.–26. Januar 2025                            | Weltcup in St. Moritz, 24.–26. Januar 2025                                     | Weltcup in St. Moritz, 24.–26. Januar 2025                                 |
| ----------------------------------------------------------- | --------------------------------------------------------------------- | ------------------------------------------------------------------------------ | -------------------------------------------------------------------------- |
| Disziplin                                                   | Erster Platz                                                          | Zweiter Platz                                                                  | Dritter Platz                                                              |
| Frauen-Monobob (1. Wettkampf, Nachholtermin vom 11. Januar) | Elana Meyers Taylor                                                   | Breeana Walker                                                                 | Kaysha Love                                                                |
| Frauen-Monobob (2. Wettkampf)                               | Elana Meyers Taylor                                                   | Kaysha Love                                                                    | Laura Nolte                                                                |
| Frauen-Zweier                                               | Aufgrund warmer Wetterbedingungen abgesagt                            | Aufgrund warmer Wetterbedingungen abgesagt                                     | Aufgrund warmer Wetterbedingungen abgesagt                                 |
| Männer-Vierer (1. Wettkampf)                                | GroßbritannienBrad Hall Taylor Lawrence Arran Gulliver Leon Greenwood | DeutschlandFrancesco Friedrich Matthias Sommer Alexander Schüller Felix Straub | DeutschlandJohannes Lochner Florian Bauer Erec Bruckert Georg Fleischhauer |
| Männer-Vierer (2. Wettkampf)                                | Aufgrund warmer Wetterbedingungen abgesagt                            | Aufgrund warmer Wetterbedingungen abgesagt                                     | Aufgrund warmer Wetterbedingungen abgesagt                                 |

| Weltcup und Europameisterschaften in Lillehammer, 8./9. Februar 2025 | Weltcup und Europameisterschaften in Lillehammer, 8./9. Februar 2025     | Weltcup und Europameisterschaften in Lillehammer, 8./9. Februar 2025           | Weltcup und Europameisterschaften in Lillehammer, 8./9. Februar 2025  |
| -------------------------------------------------------------------- | ------------------------------------------------------------------------ | ------------------------------------------------------------------------------ | --------------------------------------------------------------------- |
| Disziplin                                                            | Erster Platz                                                             | Zweiter Platz                                                                  | Dritter Platz                                                         |
| Frauen-Monobob                                                       | Breeana Walker                                                           |                                                                                | Laura Nolte                                                           |
| Frauen-Monobob                                                       | Kaysha Love                                                              |                                                                                | Laura Nolte                                                           |
| Frauen-Zweier                                                        | DeutschlandLaura Nolte Leonie Kluwig                                     | DeutschlandKim Kalicki Leonie Fiebig                                           | DeutschlandLisa Buckwitz Kira Lipperheide                             |
| Männer-Zweier                                                        | DeutschlandFrancesco Friedrich Alexander Schüller                        | DeutschlandJohannes Lochner Georg Fleischhauer                                 | GroßbritannienBrad Hall Taylor Lawrence                               |
| Männer-Vierer                                                        | DeutschlandJohannes Lochner Florian Bauer Jörn Wenzel Georg Fleischhauer | DeutschlandFrancesco Friedrich Matthias Sommer Alexander Schüller Felix Straub | SchweizMichael Vogt Gregory Jones Andreas Haas Amadou Ndiaye          |
| Männer-Vierer                                                        | DeutschlandJohannes Lochner Florian Bauer Jörn Wenzel Georg Fleischhauer | DeutschlandFrancesco Friedrich Matthias Sommer Alexander Schüller Felix Straub | GroßbritannienBrad Hall Taylor Lawrence Arran Gulliver Leon Greenwood |

| Weltcup in Lillehammer, 15./16. Februar 2025 | Weltcup in Lillehammer, 15./16. Februar 2025                               | Weltcup in Lillehammer, 15./16. Februar 2025                                   | Weltcup in Lillehammer, 15./16. Februar 2025                          |
| -------------------------------------------- | -------------------------------------------------------------------------- | ------------------------------------------------------------------------------ | --------------------------------------------------------------------- |
| Disziplin                                    | Erster Platz                                                               | Zweiter Platz                                                                  | Dritter Platz                                                         |
| Frauen-Monobob                               | Breeana Walker                                                             | Cynthia Appiah                                                                 | Lisa Buckwitz                                                         |
| Frauen-Zweier                                | DeutschlandLaura Nolte Deborah Levi                                        | DeutschlandLisa Buckwitz Neele Schuten                                         | KanadaMelissa Lotholz Skylar Sieben                                   |
| Männer-Zweier                                | DeutschlandJohannes Lochner Georg Fleischhauer                             | DeutschlandFrancesco Friedrich Felix Straub                                    | DeutschlandAdam Ammour Nick Stadelmann                                |
| Männer-Vierer                                | DeutschlandJohannes Lochner Florian Bauer Erec Bruckert Georg Fleischhauer | DeutschlandFrancesco Friedrich Matthias Sommer Alexander Schüller Felix Straub | GroßbritannienBrad Hall Arran Gulliver Taylor Lawrence Leon Greenwood |

## Gesamtwertung

### Frauen Monobob
| Rang | Pilotin             | ALT | SIG | WIN | IGL | STM1 | STM2 | LIL1 | LIL2 | Punkte |
| ---- | ------------------- | --- | --- | --- | --- | ---- | ---- | ---- | ---- | ------ |
| 01   | Lisa Buckwitz       | 02  | 01  | 01  | 01  | 04   | 06   | 05   | 03   | 1637   |
| 02   | Breeana Walker      | 05  | 03  | 03  | 04  | 02   | 08   | 01   | 01   | 1596   |
| 03   | Laura Nolte         | 01  | 02  | 05  | 03  | 09   | 03   | 03   | 05   | 1555   |
| 04   | Kim Kalicki         | 04  | 04  | 08  | 08  | 06   | 05   | 10   | 12   | 1336   |
| 05   | Kaysha Love         | 09  | 06  | 10  | 02  | 03   | 02   | 01   | –    | 1317   |
| 06   | Melanie Hasler      | 14  | 07  | 02  | 05  | 08   | dnf  | 04   | 04   | 1218   |
| 07   | Elana Meyers Taylor | 20  | 08  | 07  | 06  | 01   | 01   | 07   | –    | 1190   |
| 08   | Kaillie Humphries   | 07  | 11  | 12  | 14  | 07   | 07   | 08   | –    | 1040   |
| 09   | Debora Annen        | 06  | –   | 04  | 11  | 05   | 04   | 09   | –    | 1032   |
| 10   | Andreea Grecu       | 03  | 05  | 06  | 07  | 22   | 16   | 12   | 08   | 1168   |
| 11   | Cynthia Appiah      | 08  | 12  | 11  | 10  | 10   | 15   | 06   | 02   | 1192   |
| 12   | Katrin Beierl       | 12  | 14  | 09  | 09  | 12   | 09   | 13   | 06   | 1120   |
| 13   | Melissa Lotholz     | 10  | 10  | 13  | 16  | 17   | 11   | 14   | 07   | 1008   |
| 14   | Margot Boch         | 11  | 09  | 18  | 17  | 14   | 10   | 17   | 11   | 0936   |
| 15   | Kelly Van Petegem   | 16  | 13  | 16  | 19  | 14   | 17   | 15   | 10   | 0834   |
| 16   | Sylvia Hoffman      | 18  | 15  | 15  | 11  | 16   | 14   | 10   | –    | 0776   |
| 17   | Adele Nicoll        | 13  | –   | –   | 15  | 21   | 13   | 16   | 09   | 0654   |
| 18   | Qing Ying           | –   | –   | 14  | 13  | 18   | 18   | 18   | 14   | 0584   |
| 19   | Linda Weiszewski    | 15  | dns | 21  | 18  | 13   | 12   | 19   | –    | 0568   |
| 20   | Viktória Čerňanská  | 17  | 16  | –   | 24  | 19   | 19   | 21   | 17   | 0527   |
| 21   | Sarah Blizzard      | 21  | 17  | 22  | 23  | 24   | 21   | 22   | 15   | 0523   |
| 22   | Bianca Ribi         | –   | –   | 19  | 22  | 11   | 20   | –    | –    | 0334   |
| 23   | Georgeta Popescu    | 19  | 18  | 24  | 25  | 25   | 24   | –    | –    | 0324   |
| 24   | Simidele Adeagbo    | –   | –   | –   | –   | 23   | 23   | 23   | 16   | 0246   |
| 25   | Lea Haslwanter      | 23  | –   | –   | 20  | 20   | 22   | –    | –    | 0242   |
| 26   | Erica Voss          | –   | –   | –   | –   | –    | –    | 20   | 13   | 0188   |
| 27   | Patrícia Tajcnárová | 22  | –   | 20  | –   | –    | –    | –    | –    | 0124   |
| 28   | Loren Djolo         | –   | –   | 23  | 21  | –    | –    | –    | –    | 0112   |
| 29   | Maja Voigt          | –   | –   | 17  | –   | –    | –    | –    | –    | 0088   |

### Frauen Zweierbob
| Rang | Pilotin             | ALT | SIG | WIN | STM1 | IGL | STM2 | LIL1 | LIL2 | Punkte |
| ---- | ------------------- | --- | --- | --- | ---- | --- | ---- | ---- | ---- | ------ |
| 01   | Laura Nolte         | 01  | 01  | 02  | 02   | 01  |      | 01   | 01   | 1545   |
| 02   | Kim Kalicki         | 03  | 02  | 03  | 01   | 02  |      | 02   | 04   | 1447   |
| 03   | Lisa Buckwitz       | 02  | 04  | 01  | 03   | 03  |      | 03   | 02   | 1437   |
| 04   | Melanie Hasler      | 04  | 07  | 06  | 06   | 05  |      | 06   | 06   | 1248   |
| 05   | Katrin Beierl       | 12  | 05  | 08  | 10   | 08  |      | 04   | 04   | 1160   |
| 06   | Elana Meyers Taylor | 06  | 11  | 12  | 04   | 04  |      | 07   | –    | 0992   |
| 07   | Kaillie Humphries   | 05  | 10  | 04  | 05   | 10  |      | 10   | –    | 0992   |
| 08   | Melissa Lotholz     | 07  | 12  | 14  | 20   | 17  |      | 08   | 03   | 0924   |
| 09   | Kaysha Love         | 09  | 03  | 15  | 12   | 05  |      | 09   | –    | 0920   |
| 10   | Andreea Grecu       | 08  | 08  | 16  | 19   | 12  |      | 12   | 09   | 0898   |
| 11   | Margot Boch         | 11  | 14  | 07  | 14   | 16  |      | 16   | 08   | 0880   |
| 12   | Cynthia Appiah      | 10  | 13  | 19  | 17   | 18  |      | 11   | 11   | 0778   |
| 13   | Kelly Van Petegem   | 14  | 06  | 13  | 21   | 21  |      | 15   | 12   | 0764   |
| 14   | Adele Nicoll        | 13  | –   | 21  | 16   | 13  |      | 13   | 07   | 0686   |
| 15   | Viktória Čerňanská  | 18  | 09  | –   | 13   | 20  |      | 18   | 09   | 0652   |
| 16   | Linda Weiszewski    | 19  | –   | 09  | 09   | 08  |      | 17   | –    | 0626   |
| 17   | Sylvia Hoffman      | 15  | dns | 17  | 10   | 07  |      | 14   | –    | 0616   |
| 18   | Debora Annen        | dns | –   | 10  | 07   | 14  |      | 05   | –    | 0608   |
| 19   | Breeana Walker      | –   | –   | 05  | 08   | 11  |      | 21   | –    | 0542   |
| 20   | Sarah Blizzard      | 17  | –   | 18  | 23   | 21  |      | 20   | 13   | 0468   |
| 21   | Georgeta Popescu    | 16  | 15  | 20  | 22   | 25  |      | –    | –    | 0364   |
| 22   | Bianca Ribi         | –   | –   | 11  | 15   | 15  |      | –    | –    | 0344   |
| 23   | Qing Ying           | –   | –   | –   | 18   | 23  |      | 19   | 14   | 0316   |
| 24   | Erica Voss          | –   | –   | –   | –    | –   |      | 22   | 15   | 0160   |
| 25   | Loren Djolo         | –   | –   | 22  | 24   | 26  |      | –    | –    | 0137   |
| 26   | Lea Haslwanter      | –   | –   | –   | –    | 19  |      | –    | –    | 0074   |
| 27   | Giada Andreutti     | –   | –   | –   | –    | 24  |      | –    | –    | 0045   |
| 28   | Noemi Cavalleri     | –   | –   | –   | –    | 27  |      | –    | –    | 0032   |

### Frauen Kombination
Für die Wertung der Kombination werden die Punkte aus den Ergebnissen des Mono- und Zweierbobs addiert.
| Rang | Pilotin             | Mono | 2er  | Gesamtpunkte |
| ---- | ------------------- | ---- | ---- | ------------ |
| 01   | Laura Nolte         | 1555 | 1545 | 3100         |
| 02   | Lisa Buckwitz       | 1637 | 1437 | 3074         |
| 03   | Kim Kalicki         | 1336 | 1447 | 2783         |
| 04   | Melanie Hasler      | 1218 | 1248 | 2466         |
| 05   | Katrin Beierl       | 1120 | 1160 | 2280         |
| 06   | Kaysha Love         | 1317 | 0920 | 2237         |
| 07   | Elana Meyers Taylor | 1190 | 0992 | 2182         |
| 08   | Breeana Walker      | 1596 | 0542 | 2138         |
| 09   | Andreea Grecu       | 1168 | 0898 | 2066         |
| 10   | Kaillie Humphries   | 1040 | 0992 | 2032         |
| 11   | Cynthia Appiah      | 1192 | 0778 | 1970         |
| 12   | Melissa Lotholz     | 1008 | 0924 | 1932         |
| 13   | Debora Annen        | 1032 | 0608 | 1640         |
| 14   | Sylvia Hoffman      | 0776 | 0616 | 1392         |
| 15   | Margot Boch         | 0712 | 0624 | 1336         |
| 16   | Kelly Van Petegem   | 0586 | 0532 | 1118         |
| 17   | Linda Weiszewski    | 0494 | 0538 | 1032         |
| 18   | Adele Nicoll        | 0406 | 0398 | 0804         |
| 19   | Viktória Čerňanská  | 0377 | 0420 | 0797         |
| 20   | Georgeta Popescu    | 0324 | 0364 | 0688         |
| 21   | Bianca Ribi         | 0334 | 0344 | 0678         |
| 22   | Sarah Blizzard      | 0363 | 0280 | 0643         |
| 23   | Qing Ying           | 0392 | 0130 | 0522         |
| 24   | Lea Haslwanter      | 0242 | 0074 | 0316         |
| 25   | Loren Djolo         | 0112 | 0137 | 0249         |

### Männer Zweierbob
| Rang | Pilot               | ALT | SIG1 | SIG2 | WIN | STM | IGL | LIL1 | LIL2 | Punkte |
| ---- | ------------------- | --- | ---- | ---- | --- | --- | --- | ---- | ---- | ------ |
| 01   | Francesco Friedrich | 01  | 01   | 03   | 01  | 01  | 02  | 01   | 02   | 1745   |
| 02   | Johannes Lochner    | 02  | 02   | 01   | 03  | 01  | 01  | 02   | 01   | 1730   |
| 03   | Brad Hall           | 04  | 04   | 02   | 04  | 06  | 05  | 03   | 05   | 1530   |
| 04   | Adam Ammour         | 03  | 17   | dns  | 02  | 03  | 03  | 04   | 03   | 1290   |
| 05   | Patrick Baumgartner | 06  | 08   | 07   | 06  | 10  | 09  | 09   | 09   | 1280   |
| 06   | Timo Rohner         | 10  | 09   | 11   | 07  | 07  | 15  | 07   | 07   | 1208   |
| 07   | Cédric Follador     | 09  | 07   | 08   | 14  | 09  | 17  | 10   | 06   | 1152   |
| 08   | Kim Jin-su          | 05  | dns  | 10   | 05  | 12  | 07  | 08   | 08   | 1128   |
| 09   | Jēkabs Kalenda      | 07  | 05   | 12   | 13  | 14  | 06  | 16   | 10   | 1128   |
| 10   | Frank Del Duca      | 14  | 11   | 05   | 10  | 08  | 04  | 06   | –    | 1104   |
| 11   | Li Chunjian         | 08  | 06   | 09   | 15  | 16  | 11  | 18   | 17   | 0992   |
| 12   | Boris Vain          | 15  | 12   | 04   | 18  | 11  | 20  | 14   | 10   | 0964   |
| 13   | Markus Treichl      | 11  | 03   | 06   | 07  | 04  | dns | –    | –    | 0872   |
| 14   | Michael Vogt        | –   | –    | –    | 07  | 05  | 10  | 05   | 04   | 0872   |
| 15   | Mihai Țentea        | 12  | dns  | 13   | 11  | 13  | 12  | 11   | –    | 0768   |
| 16   | Sun Kaizhi          | 17  | 13   | dns  | 12  | 17  | 16  | 13   | 15   | 0744   |
| 17   | Adam Baird          | 18  | 10   | –    | 16  | 18  | 22  | 11   | 16   | 0688   |
| 18   | Mattia Variola      | 16  | 15   | 16   | 19  | 15  | 18  | –    | –    | 0554   |
| 19   | Andrei Turea        | 21  | 14   | 14   | 24  | 26  | 23  | –    | –    | 0417   |
| 20   | Jakob Mandlbauer    | 13  | –    | –    | 17  | 21  | 13  | –    | –    | 0390   |
| 21   | Taylor Austin       | –   | –    | –    | 21  | 24  | 19  | 19   | 13   | 0375   |
| 22   | Pat Norton          | –   | –    | –    | 23  | 23  | 21  | 17   | 14   | 0362   |
| 23   | Matěj Běhounek      | 20  | 16   | 15   | 25  | –   | 24  | –    | –    | 0353   |
| 24   | Martin Kranz        | 22  | –    | –    | 20  | 20  | –   | 22   | 18   | 0328   |
| 25   | Dave Wesselink      | –   | –    | –    | 22  | 25  | 08  | –    | –    | 0256   |
| 26   | Romain Heinrich     | –   | –    | –    | –   | –   | –   | 15   | 12   | 0232   |
| 27   | Axel Brown          | –   | –    | –    | –   | 22  | 25  | 22   | 19   | 0226   |
| 28   | Andrei Nica         | 23  | –    | –    | 27  | 26  | 26  | 21   | –    | 0222   |
| 29   | Alex Verginer       | –   | –    | –    | –   | 19  | 14  | –    | –    | 0186   |
| 30   | Adam Edelman        | –   | –    | –    | –   | –   | –   | 25   | 21   | 0102   |
| 31   | Dražen Silić        | –   | –    | –    | 26  | 28  | 27  | –    | –    | 0096   |
| 32   | Jáchym Procházka    | 18  | –    | –    | –   | –   | –   | –    | –    | 0080   |
| 33   | Cyrus Gray          | –   | –    | –    | –   | –   | –   | –    | 20   | 0068   |
| 34   | Jakub Zakrzewski    | –   | –    | –    | –   | –   | –   | 20   | –    | 0068   |
| 35   | Jay Dearborn        | –   | –    | –    | –   | –   | –   | 24   | –    | 0045   |

### Männer Viererbob
| Rang | Pilot               | ALT | WIN | STM1 | IGL | STM2 | STM3 | LIL1 | LIL2 | Punkte |
| ---- | ------------------- | --- | --- | ---- | --- | ---- | ---- | ---- | ---- | ------ |
| 01   | Francesco Friedrich | 01  | 02  | 01   | 01  | 02   |      | 02   | 02   | 1515   |
| 02   | Johannes Lochner    | 02  | 06  | 02   | 03  | 03   |      | 01   | 01   | 1446   |
| 03   | Brad Hall           | 05  | 01  | 03   | 02  | 01   |      | 03   | 03   | 1444   |
| 04   | Adam Ammour         | 04  | 03  | 05   | 04  | 04   |      | 05   | 07   | 1312   |
| 05   | Patrick Baumgartner | 09  | 04  | 10   | 05  | 06   |      | 06   | 08   | 1184   |
| 06   | Cédric Follador     | 07  | 08  | 09   | 11  | 04   |      | 09   | 09   | 1112   |
| 07   | Michael Vogt        | –   | 05  | 04   | 07  | 08   |      | 03   | 05   | 1088   |
| 08   | Timo Rohner         | 08  | 09  | 06   | 16  | 07   |      | 08   | 06   | 1088   |
| 09   | Jēkabs Kalenda      | 06  | 11  | 08   | 07  | 12   |      | 13   | 10   | 1032   |
| 10   | Kim Jin-su          | dns | 21  | 12   | 09  | 10   |      | 07   | 04   | 0846   |
| 11   | Frank Del Duca      | 13  | 12  | 16   | 10  | 11   |      | 10   | –    | 0768   |
| 12   | Pat Norton          | –   | 20  | 13   | 06  | 13   |      | 14   | 13   | 0716   |
| 13   | Li Chunjian         | dns | 10  | 11   | 11  | 16   |      | 19   | 16   | 0682   |
| 14   | Mihai Țentea        | 10  | 14  | 15   | 14  | 17   |      | 16   | –    | 0656   |
| 15   | Sun Kaizhi          | dns | 13  | 19   | 13  | 20   |      | 12   | 11   | 0646   |
| 16   | Taylor Austin       | –   | 16  | 14   | 21  | 19   |      | 16   | 14   | 0552   |
| 17   | Markus Treichl      | 02  | 07  | 07   | dns | –    |      | –    | –    | 0546   |
| 18   | Jakob Mandlbauer    | 12  | 15  | 22   | 17  | 09   |      | –    | –    | 0528   |
| 19   | Adam Baird          | –   | 17  | 18   | 18  | 26   |      | 18   | 12   | 0492   |
| 20   | Matěj Běhounek      | 11  | 19  | –    | 14  | 17   |      | –    | –    | 0428   |
| 21   | Boris Vain          | –   | –   | 17   | 19  | 22   |      | 15   | 15   | 0426   |
| 22   | Martin Kranz        | 15  | dns | 20   | –   | 21   |      | 20   | 18   | 0382   |
| 23   | Romain Heinrich     | –   | –   | –    | –   | 14   |      | 11   | 17   | 0336   |
| 24   | Mattia Variola      | 14  | –   | 23   | 20  | 15   |      | –    | –    | 0334   |
| 25   | Axel Brown          | –   | –   | 21   | 24  | 24   |      | 21   | 19   | 0288   |
| 26   | Dave Wesselink      | –   | 17  | –    | 22  | 23   |      | –    | –    | 0194   |
| 27   | Andrei Turea        | –   | –   | –    | 25  | 25   |      | –    | –    | 0080   |
| 28   | Alex Verginer       | –   | –   | –    | 23  | –    |      | –    | –    | 0050   |

### Männer Kombination
Für die Wertung der Kombination werden die Punkte aus den Ergebnissen des Zweier- und Viererbobs addiert.
| Rang | Pilot               | 2er  | 4er  | Gesamtpunkte |
| ---- | ------------------- | ---- | ---- | ------------ |
| 01   | Francesco Friedrich | 1745 | 1515 | 3260         |
| 02   | Johannes Lochner    | 1730 | 1446 | 3176         |
| 03   | Brad Hall           | 1530 | 1444 | 2974         |
| 04   | Adam Ammour         | 1290 | 1312 | 2602         |
| 05   | Patrick Baumgartner | 1280 | 1184 | 2464         |
| 06   | Timo Rohner         | 1208 | 1088 | 2296         |
| 07   | Cédric Follador     | 1152 | 1112 | 2264         |
| 08   | Jēkabs Kalenda      | 1128 | 1032 | 2160         |
| 09   | Kim Jin-su          | 1128 | 0846 | 1974         |
| 10   | Michael Vogt        | 0872 | 1088 | 1960         |
| 11   | Frank Del Duca      | 1104 | 0768 | 1872         |
| 12   | Li Chunjian         | 0992 | 0682 | 1674         |
| 13   | Mihai Țentea        | 0768 | 0656 | 1424         |
| 14   | Markus Treichl      | 0872 | 0546 | 1418         |
| 15   | Boris Vain          | 0964 | 0426 | 1390         |
| 16   | Sun Kaizhi          | 0744 | 0646 | 1390         |
| 17   | Adam Baird          | 0688 | 0492 | 1180         |
| 18   | Pat Norton          | 0362 | 0716 | 1078         |
| 19   | Taylor Austin       | 0375 | 0552 | 0927         |
| 20   | Jakob Mandlbauer    | 0390 | 0528 | 0918         |
| 21   | Mattia Variola      | 0554 | 0334 | 0888         |
| 22   | Matěj Běhounek      | 0353 | 0410 | 0763         |
| 23   | Martin Kranz        | 0328 | 0382 | 0710         |
| 24   | Romain Heinrich     | 0232 | 0336 | 0568         |
| 25   | Axel Brown          | 0226 | 0288 | 0514         |
| 26   | Andrei Turea        | 0417 | 0080 | 0497         |
| 27   | Dave Wesselink      | 0256 | 0194 | 0450         |
| 28   | Alex Verginer       | 0186 | 0050 | 0236         |